# William Ross (Komponist)
William Ross (* 1948 in den Vereinigten Staaten) ist ein US-amerikanischer Komponist.

## Biografie
In seiner Kindheit lernte William Ross Klavierspielen. Nach seinem Schulabschluss studierte er Musik und debütierte mit dem von Martin M. Speer inszenierten Fernsehdrama Gezählte Stunden als Filmkomponist. Seitdem war er für den Score für Filme wie Die kleinen Superstrolche, Tin Cup und zuletzt A Very Harold & Kumar 3D Christmas verantwortlich. Parallel dazu arbeitete er auch an anderen Filmscores, auch als Dirigent beim Einspielen des Soundtracks von Harry Potter und die Kammer des Schreckens.
Seit dem 6. April 1981 ist Ross mit Janet Todosychuk verheiratet, mit der er zwei gemeinsame Kinder hat.

## Filmografie (Auswahl)
- 2023: Wonderwell – Violets magische Reise (Wonderwell)=== Film ===
- 1983: Gezählte Stunden (The Hasty Heart)
- 1991: Selbstjustiz – Ein Cop zwischen Liebe und Gesetz (One Good Cop)
- 1993: Kuck mal, wer da jetzt spricht (Look Who’s Talking Now)
- 1994: Cops & Robbersons – Das haut den stärksten Bullen um (Cops and Robbersons)
- 1994: Däumeline (Thumbelina)
- 1994: Die kleinen Superstrolche (The little Rascals)
- 1995: Little Panda (The Amazing Panda Adventure)
- 1996: Black Sheep
- 1996: Ein Präsident für alle Fälle (My Fellow Americans)
- 1996: Jahre der Zärtlichkeit – Die Geschichte geht weiter (The Evening Star)
- 1996: Tin Cup
- 1997: A Smile Like Yours – Kein Lächeln wie Deins (A Smile Like Yours)
- 2000: Mein Hund Skip (My Dog Skip)
- 2001: Ihre Majestät (Her Majesty)
- 2002: Bis in alle Ewigkeit (Tuck Everlasting)
- 2003: Der schwarze Hengst – Wie alles begann (The Young Black Stallion)
- 2004: Im Feuer (Ladder 49)
- 2005: Das Spiel ihres Lebens (The Game of Their Lives)
- 2008: Despereaux – Der kleine Mäuseheld (The Tale of Despereaux)
- 2009: Der große Traum vom Erfolg (The Mighty Macs)
- 2011: Harold & Kumar – Alle Jahre wieder (A Very Harold & Kumar 3D Christmas)
- 2013: Einsam bin ich, nicht allein (Alone Yet Not Alone)
- 2014: Das Weihnachts-Chaos (One Christmas Eve, Fernsehfilm)
- 2018: Destination Wedding
- 2023: Wonderwell – Violets magische Reise (Wonderwell)

### Serie
- 1989–1990: Die Schöne und das Biest (Beauty and the Beast, vier Folgen)
- 1990–1991: MacGyver (sieben Folgen)
- 1990–1992: Tiny Toon Abenteuer (Tiny Toon Adventure, neun Folgen)
- 2022: Obi-Wan Kenobi (Miniserie, ergänzende Musik)